# Mali Barjak
Koordinati:   43°03′09″N, 16°02′23″E
Mali Barjak je majhen nenaseljen otoček v Jadranskem morju. Pripada Hrvaški.
Mali Barjak, na katerem stoji svetilnik, leži okoli 0,8 km zahodno od otoka Vis, ter okoli 0,5 km jugozahodno od otočka Veliki Barjak. Površina otočka je manjša od 0,01 km². Iz pomorske karte je razvidno, da svetilnik oddaja svetlobni signal: B Bl 3s. Nazivni domet svetilnika je 8 milj.